# Slaget vid Torgau
Slaget vid Torgau ägde rum den 3 november 1760 under sjuårskriget. Slaget stod vid den sachsiska staden Torgau mellan en preussisk armé på 44 000 man under Fredrik II av Preussen och 55 000 österrikare, anförda av Leopold von Daun. Efter ett dygns förvirrade strider drog sig österrikarna tillbaka från slagfältet i skydd av mörkret. Båda sidor hade lidit svårt med 3 858 döda och 3 654 sårade och tillfångatagna på den preussiska sidan. De österrikiska förlusterna uppgick till 12 000 döda och sårade samt 7 000 tillfångatagna. Trots detta blev slaget ingen avgörande framgång för Fredrik II:s armé då huvuddelen av de österrikiska trupperna lyckades retirera i god ordning.

### Webbkällor
- http://www.kronoskaf.com/syw/index.php?title=1760-11-03_-_Battle_of_Torgau